# Marigny (Manche)
Marigny település Franciaországban, Manche megyében. Lakosainak száma 2356 fő (2018. január 1.). Marigny Lozon községgel határos.

## Népesség
A település népességének változása:
| Lakosok száma | 1125 | 1196 | 1255 | 1668 | 1872 | 2106 | 2250 | 2693 | 2346 | 2356 |
|               | 1962 | 1968 | 1975 | 1990 | 1999 | 2008 | 2013 | 2016 | 2017 | 2018 |